# Weimar

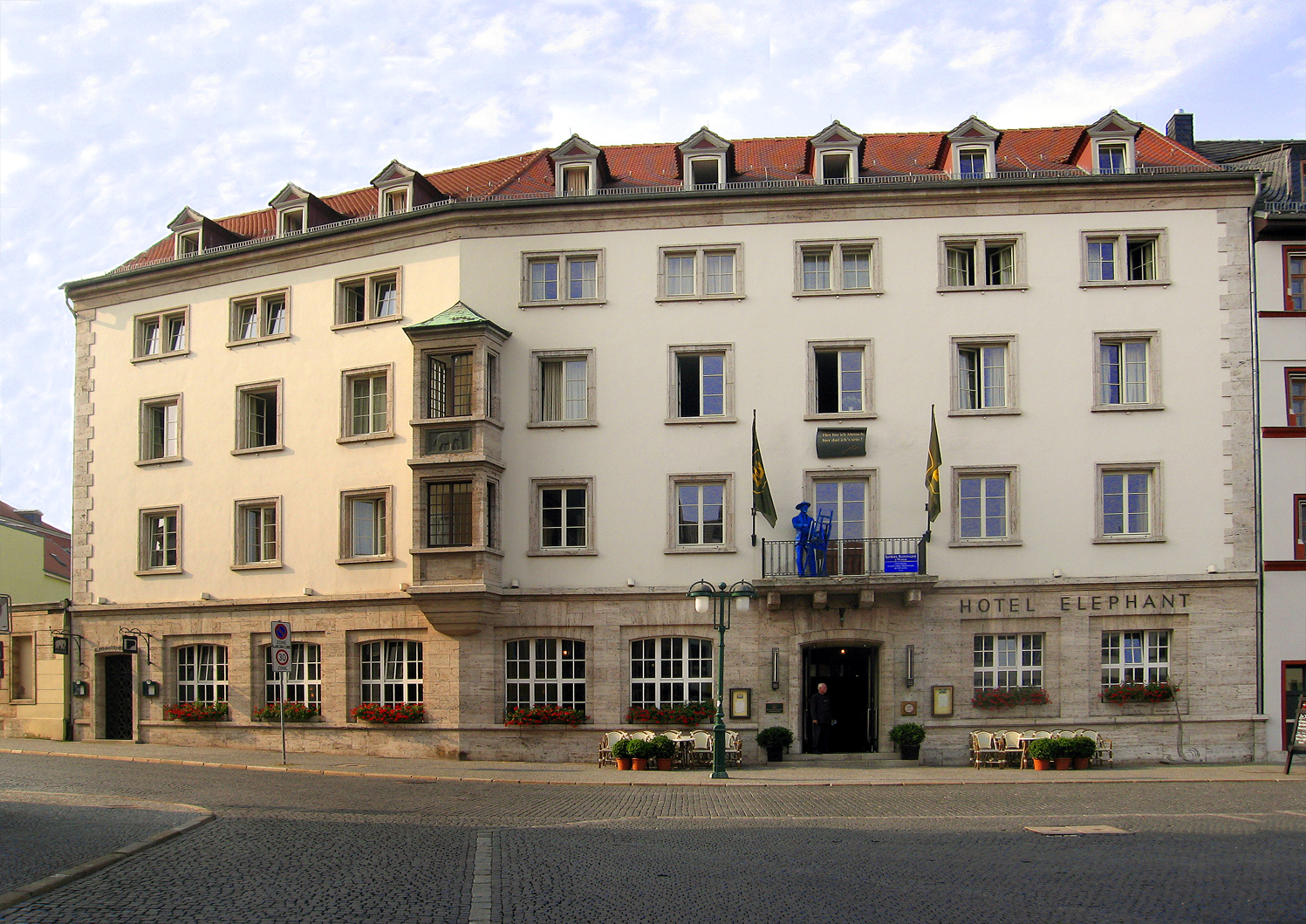
Fachada del Hotel Elephant.

Weimar (pronunciación en alemán: /ˈvaɪ̯maʁ/ (escucharⓘ)) es una ciudad del estado federado de Turingia en Alemania, conocida por su rico legado cultural. Está situada a orillas del río Ilm y al pie de la montaña Ettersberg al norte del bosque de Turingia. La ciudad está dividida en trece distritos.
Weimar fue el centro del movimiento Bauhaus. La obra de la Bauhaus en Weimar y en Dessau fueron declaradas Patrimonio de la Humanidad por la Unesco en 1996.
El conjunto de las edificaciones conocidas como Weimar clásico fueron declaradas Patrimonio de la Humanidad por la Unesco en 1998, destacando la alta calidad artística tanto de los edificios como de los parques públicos y privados en la ciudad y sus alrededores, que testimonian el notable florecimiento cultural del periodo clásico en Weimar. El mecenazgo de los duques de Sajonia-Weimar-Eisenach atrajo a muchos destacados escritores y eruditos de Alemania, haciendo de Weimar el principal centro cultural europeo de la época.
La ciudad fue seleccionada Capital Europea de la Cultura en 1999.

## Historia

### Prehistoria
En 1925 los restos de un humano arcaico fueron encontrados en el distrito de Ehringsdorf, al sur de la ciudad. Según los resultados de la datación radiométrica estos tienen de entre 200 000 a 250 000 años de edad.
En 1850 se encontraron restos humanos en el distrito de Possendorf, además de figuras y cerámica, que indican que el área estaba habitada desde cuatro a un siglo antes de Cristo.

### Edad Media
La primera mención de Weimar data del año 899. El nombre fue cambiando con el paso de los siglos de "Wimares", a "Wimari", a "Wimar" y finalmente a Weimar. El nombre se deriva del alto alemán antiguo wih (sagrado) y mar (pantano).
Entre 946 y 1346 existió el condado de Weimar como una unidad política independiente. En el año 975, el emperador Otón II mencionó en un fuero para el monasterio de Fulda el asentamiento de la "fortaleza de Weimar", que es considerado como el "documento fundador" de la ciudad a pesar de que aún existen dudas si este documento se refería a la presente ciudad. La "fortaleza" ciertamente no era de piedra, sino más bien una empalizada, pero era aparentemente segura, ya que soportó el asedio del emperador Otón III en 984. Las fortificaciones fueron destruidas en el invierno de 1173/74 por el landgrave Luis III de la casa de los ludovingios que habían ganado poder territorial en Turingia. Las fortificaciones fueron reparadas rápidamente, ya que en 1214 soportó un nuevo asedio.
En 1250 se habla ya de un asentamiento que creció bajo la protección de la fortaleza del conde. Entre 1245 y 1249 se construyó la que luego sería la iglesia de la ciudad, que a partir de 1433 fue consagrada a los apóstoles San Pedro y San Pablo. El patronato de la iglesia de la ciudad fue otorgado a la Orden Teutónica el 16 de septiembre de 1284, la cual nombró a los párrocos de la iglesia hasta la Reforma Protestante. La Orden Teutónica estaba subordinada a la diócesis de Maguncia y era dueña de extensos terrenos que en 1525 pasaron a la ciudad. En 1307 la orden se hizo cargo de la educación y en 1383 estableció el primer hospital en la actual Caballeriza de la ciudad.
A partir de 1247 los condes de Weimar-Orlamünde tuvieron muchas dificultades para mantener su independencia de la Casa de Wettin, que había adquirido la mayor parte de Turingia tras la guerra de sucesión de Turingia y Hesse contra los ludovingios. Primero tuvieron que venderles Orlamünde y finalmente, tras su derrota en la "Guerra de los condes" en 1365, Weimar se convirtió en feudo de los Wettin.
En 1410 Weimar obtuvo su constitución ciudadana que le otorgó los mismos derechos que las demás ciudades de la Casa de Wettin. En 1424 hubo un catastrófico incendio que frenó el desarrollo de la ciudad. Los Wettin promovieron a la reconstrucción otorgando exenciones de impuestos y mayores derechos de mercado. La mayor medida tomada en esta época fue extender y fortalecer las insignificantes fortificaciones a lo largo de la ciudad. Se construyó una muralla doble con espacio de entre ocho a diez metros entre los muros y cuatro puertas fortificadas que rodeaban toda la ciudad. Aún quedan algunos restos de estas fortificaciones, como la torre Kasseturm.

### Era moderna
En 1552 el duque Juan Federico I de Sajonia hizo a Weimar la capital del Ducado de Sajonia-Weimar. La ciudad continuó siendo la capital y residencia ducal hasta 1918.
Entre 1561 y 1681 hubo varios episodios de caza de brujas en la ciudad. Seis personas fueron procesadas, siendo el caso más famoso el proceso contra el duque Juan Federico IV de Sajonia, que confesó haber hecho un pacto con el diablo y que fue encontrado muerto al día siguiente en su celda. Dos mujeres fueron decapitadas y quemadas en la hoguera en 1669 y 1676.
El 4 de octubre de 1653 se realizó el primer Zwiebelmarkt (mercado de las cebollas) que empezó como un día de mercado de frutas y verduras, y que hoy en día se ha convertido en un festival de importancia regional.

### «Edad de oro»
A fines del siglo XVIII y principios del siglo XIX, durante la regencia de Ana Amalia de Brunswick-Wolfenbüttel y de su hijo, el duque Carlos Augusto de Sajonia-Weimar-Eisenach, la ciudad jugó un importante papel cultural como centro del Clasicismo de Weimar. El duque Carlos Augusto empleó en su corte a varios artistas e intelectuales, dándoles seguridad económica y la libertad para desarrollar sus ideas. Entre las luminarias que residían en Weimar en esta época están Goethe, Schiller, Wieland, Herder y el compositor Johann Nepomuk Hummel; así como también y por un breve periodo de tiempo, el científico y humanista Alexander von Humboldt. El duque practicaba el despotismo ilustrado y fue el primer monarca en Alemania en crear una constitución para sus estados.

### «Edad de plata»
Bajo regencia de la gran duquesa María Pávlona y su hijo Carlos Alejandro de Sajonia-Weimar-Eisenach, el ámbito cultural de la ciudad tomó un nuevo impulso. En 1842 Franz Liszt fue nombrado Kapellmeister de la orquesta de la ciudad. En 1849, Richard Wagner siguió los pasos de su futuro suegro y se mudó a Weimar antes de trasladarse a Suiza. En 1850 Liszt dirigió en Weimar el estreno de la ópera Lohengrin de Wagner.
No solo la música fue promovida. En 1860, Carlos Alejandro fundó la «Escuela Gran ducal-Sajona de Arte» (Großherzoglich-Sächsische Kunstschule) donde personalidades como Arnold Böcklin, Franz Lenbach y Reinhold Begas fueron catedráticos. La influencia de estos artistas impregnó el estilo realista de la llamada «Escuela de pintura de Weimar». Carlos Alejandro también comisionó obras para conmemorar la era del Clasicismo de Weimar. Los monumentos creados en honor a Goethe, Schiller, Wieland y Herder pueden ser vistos hasta el día de hoy.

### Principios delsigloXX
También el hijo de Carlos Alejandro, Guillermo Ernesto de Sajonia-Weimar-Eisenach promovió el arte. Bajo su regencia, Weimar se convirtió en un centro del arte moderno. La escuela fundada por su padre, la Escuela Gran Ducal-Sajona de Arte, fue elevada al rango de escuela superior. En 1907 se fundó la Escuela Gran ducal-Sajona de Artes Aplicadas (Großherzoglich-Sächsische Kunstgewerbeschule) bajo la iniciativa del arquitecto Henry van de Velde. En 1903 van de Velde había diseñado el interior del Archivo-Nietzsche en Weimar, que fue el primer edificio dedicado a la colección de documentos, escritos, así mismo como la edición de la obra del filósofo Friedrich Nietzsche.
El 9 de noviembre de 1918, tras la derrota del Imperio alemán en la Primera Guerra Mundial, el Gran duque Guillermo Ernesto renunció al trono en nombre propio y en el de sus descendientes. La familia ducal se mudó de Weimar.

### Weimar y el Bauhaus
En 1919, Walter Gropius fundó el movimiento Bauhaus en Weimar con el objetivo de desarrollar y enseñar un estilo modernista de arquitectura y diseño. La Universidad Bauhaus y la Escuela Superior de Música Franz Liszt Weimar atrajeron a muchos estudiantes de arte, diseño, arquitectura, ingeniería civil y música. El movimiento permaneció en Weimar hasta 1925 cuando el recién electo Consejo derechista de la ciudad, puso presión en la escuela retirando el apoyo económico y forzando a varios maestros a renunciar. El movimiento por lo tanto se trasladó a Dessau.
Muchos edificios del Weimar de hoy tienen la influencia de la Bauhaus, sin embargo, solo se construyó un edificio bajo este movimiento entre 1919 y 1925, la Haus am Horn, que es utilizada para eventos y exhibiciones de la cultura Bauhaus.

### República de Weimar
El periodo entre 1919 y 1933 de la historia de Alemania es comúnmente conocido como la República de Weimar, ya que su constitución fue escrita en el Teatro Nacional Alemán de esa ciudad (Weimar), pues Berlín era considerada demasiado peligrosa para ser sede de la Asamblea Nacional debido a los constantes disturbios callejeros causados por la Revolución de Noviembre de 1918.  
El 1 de mayo de 1920 Weimar fue nombrada capital del nuevo estado de Turingia que se creó de la consolidación de los territorios de los estados libres de Sajonia-Weimar-Eisenach, Sajonia-Meiningen, Sajonia-Altenburgo, Sajonia-Gotha, Schwarzburgo-Rudolstadt, Schwarzburgo-Sondershausen así como de la República de Reuss.
Durante el periodo entre las dos guerras mundiales, Weimar era políticamente un bastión conservador y centro de las corrientes nacionalistas alemanas. En 1926 el Partido Nazi llevó a cabo su segunda convención nacional en la ciudad, durante la cual se crearon las Juventudes Hitlerianas. Weimar tenía un doble simbolismo para los nazis: como lugar de la fundación de la odiada república y como centro de la gran tradición cultural alemana. Hitler visitó la ciudad en más de cuarenta ocasiones.
A pesar de la desastrosa situación económica de la época, la población de Weimar creció rápidamente, pasando de 37.000 habitantes en 1914 a 50.000 habitantes en 1928. El turismo se desarrolló en un importante factor económico, pero la crisis de 1923 y 1924 afectó adversamente a la clase media, que perdió su capital debido a la inflación y a las pérdidas de productividad causadas por los constantes disturbios laborales. Con la caída del número de turistas, causado por la crisis financiera mundial de 1929, la situación económica empeoró aún más.

### Weimar durante el nazismo
Como en el resto de Alemania, con el ascenso de Adolf Hitler al poder comenzó la persecución de todos los oponentes políticos de los nazis en la ciudad. El 1 de abril de 1933 se inició un boicot contra todos los negocios propiedad de judíos y el 21 de junio de ese mismo año hubo una quema de libros "contrarios al espíritu alemán".  Muchos oponentes al nazismo fueron llevados a juicio y condenados a prisión en campos de concentración. Los primeros fueron transportados a los campos en Nohra y Bad Sulza. Posteriormente fueron llevados al campo de concentración de Buchenwald, que fue construido en 1937 en las afueras de la ciudad.
Después de la Noche de los Cristales Rotos, el 9 de noviembre de 1938, muchos judíos abandonaron la ciudad y emigraron. En 1942 los judíos restantes fueron deportados a campos de exterminio en el Este. La Gestapo utilizó el edificio de la caballeriza de la ciudad para torturar y asesinar a muchos prisioneros. En los hospitales de la ciudad se realizaron esterilizaciones forzadas y eutanasia según los principios del programa de eugenesia, Aktion T4. Antes de abandonar la ciudad, en abril de 1945, la Gestapo y la SS ejecutaron a 149 prisioneros, incluyendo mujeres, en una región boscosa de las afueras de la ciudad.
Debido a su importancia cultural, Weimar gozaba del favor de Hitler. Se planeó un extenso rediseño de la ciudad que en parte fue llevado a cabo bajo la dirección del arquitecto Hermann Giesler. Como parte de estas obras, se construyó una lujosa villa para el Gauleiter de Turingia, Fritz Sauckel, que hoy en día es usada por la Agencia Federal del Trabajo (Bundesagentur für Arbeit). El famoso "Hotel Elephant" fue completamente reconstruido en 1938 y Hitler se hospedó en él, en varias ocasiones.
Durante la Segunda Guerra Mundial la ciudad de Weimar fue bombardeada varias veces por la Fuerza aérea de los Estados Unidos. En total 1.254 ciudadanos de Weimar y unos 600 prisioneros de Buchenwald perecieron en los ataques aéreos. Unos 325 edificios fueron completamente destruidos y otros 210 severamente dañados, entre ellos las casas de Goethe, de Schiller y la Iglesia Herder. Los bienes culturales que podían transportarse fueron llevados a lugares más seguros durante la guerra.
El 11 de abril de 1945 el campo de concentración de Buchenwald fue liberado por tropas americanas. Durante la guerra perecieron o fueron asesinados más de 56.000 de los casi 250.000 prisioneros del campo. El día siguiente, el 12 de abril la ciudad de Weimar se rindió.

### Weimar durante la división de Alemania
Después de la guerra, Weimar quedó dentro de la zona de ocupación soviética. La NKVD siguió operando Buchenwald bajo el nombre de "Campamento especial No. 2". Entre agosto de 1945 y marzo de 1950, un total 28.455 prisioneros de guerra y prisioneros políticos alemanes, incluyendo unas 1000 mujeres, fueron internados en el campamento. De ese total, 7.113 perecieron según los archivos soviéticos.
Con la organización territorial de la República Democrática Alemana en 1952, Weimar dejó de ser la capital de Turingia y se convirtió en parte del Bezirk de Erfurt. El 17 de junio de 1953 hubo una huelga de más de 3000 trabajadores que entre otras cosas demandaban le renuncia de los gobernantes. La manifestación planeada para el día siguiente fue reprimida por la intervención armada del ejército rojo y la Volkspolizei. Se declaró ley marcial y los principales edificios de la ciudad fueron ocupados por fuerzas militares. El trabajador Alfred Diener, de la ciudad de Jena, fue fusilado sumariamente.
Weimar era una de la joyas de Alemania Oriental, por lo que a pesar de la escasez de materiales y de dinero, el patrimonio cultural de la ciudad fue rápidamente reparado y reconstruido.
Durante la revolución pacífica de 1989 y 1990, conocida como Die Wende, Weimar jugó su papel. Se realizaron manifestaciones de hasta 15 000 personas en que los manifestantes marchaban frente a los edificios del gobierno y en particular, frente al cuartel de la policía secreta Stasi. Después de la reunificación alemana se demandó que se hicieran públicos los archivos secretos del estado.

### Weimar en la era contemporánea
En 5 de noviembre de 1993 el Consejo de la Unión Europea nombró a Weimar Capital Europea de la Cultura para el año 1999.
En 1996 la Unesco declaró a tres edificios del Bauhaus, Patrimonio de la Humanidad, seguido en 1998 por un conjunto de once edificaciones denominadas como Weimar clásico. En 2001 la misma organización nombró las obras y documentos de Goethe conservadas en el Archivo Goethe y Schiller, parte del programa Memoria del Mundo.
En la noche del 2 de septiembre de 2004 un incendio destruyó 50.000 libros de la Biblioteca de la duquesa Ana Amalia. Los trabajos de restauración y reconstrucción comenzaron casi de inmediato y la biblioteca fue reabierta el 24 de octubre de 2007 en presencia del presidente Horst Köhler.
Desde el 1 de mayo de 2008 recuerdan quince Stolpersteine (piedras de tropiezo) colocadas frente a sus últimas residencias, el destino de ciudadanos judíos de Weimar durante el holocausto.

## Demografía
La población de Weimar era de 65.390 habitantes el 31 de diciembre de 2012, de los cuales 33.820 eran mujeres y 31.570 eran hombres. Esto hace a Weimar la cuarta ciudad más grande de Turingia, después de Erfurt, Gera y Jena.
Weimar es una de las pocas ciudades de Turingia cuya población aumenta anualmente. En el pasado este aumento se ha debido principalmente a la migración hacia la ciudad, pero en el año 2012 por primera vez en más de una década, hubo más nacimientos que fallecimientos en la ciudad.

## Geografía y clima
Weimar está localizada a una altitud promedio de 208 metros sobre el nivel del mar, cerca del centro geográfico del estado federado de Turingia. El monte Ettersberg en el norte de la ciudad cuenta con 481,6 metros de altitud y es el punto más alto de la cuenca de Turingia. Los montes circundantes están cubiertos por un bosque mixto de hayas y robles. Al sur del territorio de la ciudad hay una gran formación de Muschelkalk, que puede ser vista desde ciertos puntos de la zona urbana.
El clima de la ciudad está influenciado por el monte Ettersberg, que protege a la ciudad en el norte y el noroeste, haciendo que el clima sea más caliente y seco que en resto del centro de Turingia.
| Parámetros climáticos promedio de Weimar | Parámetros climáticos promedio de Weimar | Parámetros climáticos promedio de Weimar | Parámetros climáticos promedio de Weimar | Parámetros climáticos promedio de Weimar | Parámetros climáticos promedio de Weimar | Parámetros climáticos promedio de Weimar | Parámetros climáticos promedio de Weimar | Parámetros climáticos promedio de Weimar | Parámetros climáticos promedio de Weimar | Parámetros climáticos promedio de Weimar | Parámetros climáticos promedio de Weimar | Parámetros climáticos promedio de Weimar | Parámetros climáticos promedio de Weimar |
| Mes                                      | Ene.                                     | Feb.                                     | Mar.                                     | Abr.                                     | May.                                     | Jun.                                     | Jul.                                     | Ago.                                     | Sep.                                     | Oct.                                     | Nov.                                     | Dic.                                     | Anual                                    |
| ---------------------------------------- | ---------------------------------------- | ---------------------------------------- | ---------------------------------------- | ---------------------------------------- | ---------------------------------------- | ---------------------------------------- | ---------------------------------------- | ---------------------------------------- | ---------------------------------------- | ---------------------------------------- | ---------------------------------------- | ---------------------------------------- | ---------------------------------------- |
| Temp. máx. media (°C)                    | 1.12                                     | 2.66                                     | 6.92                                     | 11.57                                    | 16.73                                    | 20.07                                    | 21.54                                    | 21.25                                    | 17.89                                    | 12.47                                    | 5.99                                     | 2.26                                     | 11.70                                    |
| Temp. media (°C)                         | -1.46                                    | -0.47                                    | 3.01                                     | 6.90                                     | 11.71                                    | 15.05                                    | 16.56                                    | 16.29                                    | 13.18                                    | 8.49                                     | 3.32                                     | -0.14                                    | 7.7                                      |
| Temp. mín. media (°C)                    | −4.04                                    | −3.58                                    | -0.88                                    | 2.23                                     | 6.72                                     | 10.05                                    | 11.63                                    | 11.35                                    | 8.48                                     | 4.56                                     | 0.68                                     | −2.54                                    | 3.72                                     |
| Lluvias (mm)                             | 32.99                                    | 30.01                                    | 38.00                                    | 46.99                                    | 58.01                                    | 69.00                                    | 55.00                                    | 61.01                                    | 43.99                                    | 37.00                                    | 40.00                                    | 39.00                                    | 551.01                                   |
| Fuente: Mapped Planet                    |                                          |                                          |                                          |                                          |                                          |                                          |                                          |                                          |                                          |                                          |                                          |                                          |                                          |

## Cultura y lugares de interés
Weimar es uno de los lugares con mayor riqueza cultural de toda Europa, ya que fue hogar de grandes personajes como el pintor Lucas Cranach el Viejo, el reformador Martín Lutero, los compositores Johann Sebastian Bach y Franz Liszt, los escritores Johann Wolfgang von Goethe, Friedrich Schiller y Christoph Martin Wieland, los filósofos Johann Gottfried von Herder, Friedrich Wilhelm Nietzsche y Arthur Schopenhauer, y los fundadores de la escuela de diseño, arte y arquitectura Bauhaus.
Ha sido un lugar de peregrinación para la intelectualidad alemana, desde que Goethe se trasladó por primera vez a la ciudad a finales del siglo XVIII. En la ciudad se pueden encontrar las tumbas de Goethe y Schiller, así como el Archivo Goethe y Schiller, el Archivo Estatal de Turingia, el Archivo Musical de Turingia, el Archivo Nietzsche y la Biblioteca de la duquesa Ana Amalia.
Actualmente cuenta con diversas galerías de arte, museos, el Teatro Nacional Alemán, y dos institutos de educación superior: la Universidad Bauhaus y la Escuela Superior de Música Franz Liszt.
En el ámbito musical, la Orquesta Estatal de Weimar continúa la rica tradición musical de la ciudad.
Entre los lugares de interés destacan los que están protegidos como Patrimonio de la Humanidad:
| Código  | Nombre                                                                         | Dirección                                            | Coordenadas                                      |
| ------- | ------------------------------------------------------------------------------ | ---------------------------------------------------- | ------------------------------------------------ |
| 729-001 | Edificio principal de la Universidad Bauhaus                                   | Geschwister Scholl Strasse 8, Weimar                 | 50°58′29.2″N 11°19′46.2″E / 50.974778, 11.329500 |
| 729-002 | Edificio de la antigua Escuela Gran ducal-Sajona de Artes Aplicadas            | Geschwister Scholl Strasse 7, Weimar                 | 50°58′29.0″N 11°19′45.7″E / 50.974722, 11.329361 |
| 729-003 | Haus am Horn                                                                   | Am Horn 61, Weimar                                   | 50°58′24.3″N 11°20′20.9″E / 50.973417, 11.339139 |
| 846-001 | Casa de Goethe                                                                 | Frauenplan 2, Weimar                                 | 50°58′39.3″N 11°19′42.9″E / 50.977583, 11.328583 |
| 846-002 | Casa de Schiller                                                               | Schillerstraße 12, Weimar                            | 50°58′43.7″N 11°19′39.3″E / 50.978806, 11.327583 |
| 846-003 | Iglesia de la ciudad, la casa de Herder y el antiguo Wilhelm Ernst Gymnasium   | Herderplaz 8-14, Weimar                              | 50°58′52.0″N 11°19′45.7″E / 50.981111, 11.329361 |
| 846-004 | Palacio de Weimar                                                              | Burgplatz 4, Weimar                                  | 50°58′50.6″N 11°19′55.2″E / 50.980722, 11.332000 |
| 846-005 | Palacio de la viuda                                                            | Am Palace 1, Weimar                                  | 50°58′46.7″N 11°19′34.2″E / 50.979639, 11.326167 |
| 846-006 | Biblioteca de la duquesa Ana Amalia                                            | Platz der Demokratie 1, Weimar                       | 50°58′42.6″N 11°19′55.2″E / 50.978500, 11.332000 |
| 846-007 | Tumba de los príncipes y cementerio histórico                                  | Am Poseckschen Garten, Historischer Friedhof, Weimar | 50°58′21.4″N 11°19′30.8″E / 50.972611, 11.325222 |
| 846-008 | Parque sobre el Ilm con casa romana y la casa de campo de Goethe con su jardín | Weimar                                               | 50°58′30.0″N 11°20′00.0″E / 50.975000, 11.333333 |
| 846-009 | Palacio de Belvedere con Orangerie y parque                                    | Weimar                                               | 50°56′56.0″N 11°20′49.6″E / 50.948889, 11.347111 |
| 846-010 | Palacio y parque de Tiefurt                                                    | Weimar - Tiefurt                                     | 50°59′38.3″N 11°21′53.1″E / 50.993972, 11.364750 |
| 846-011 | Palacio y parque de Ettersburg                                                 | Distrito rural de Weimar                             | 51°1′58″N 11°16′31″E / 51.03278, 11.27528        |

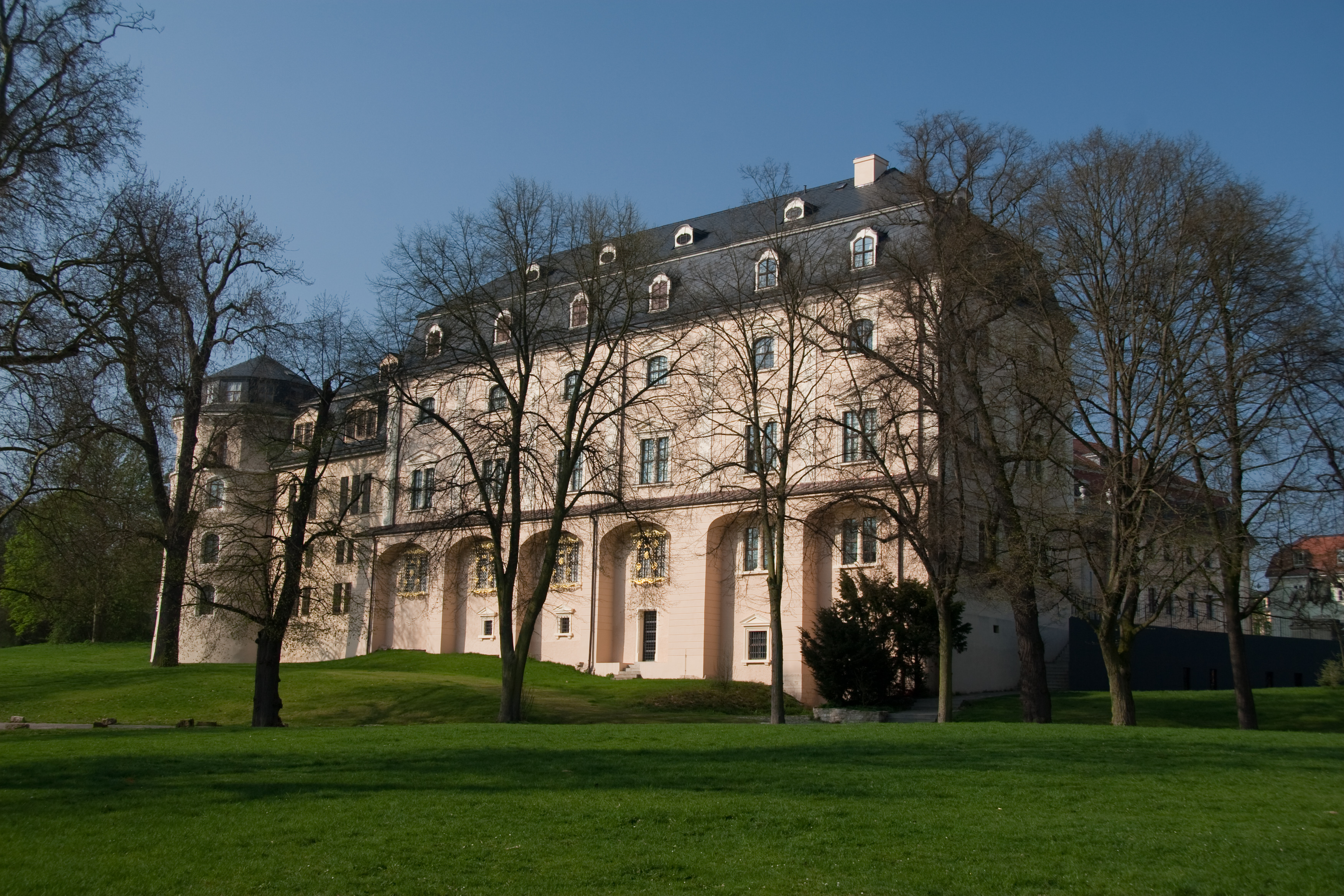
Biblioteca de la duquesa Ana Amalia.

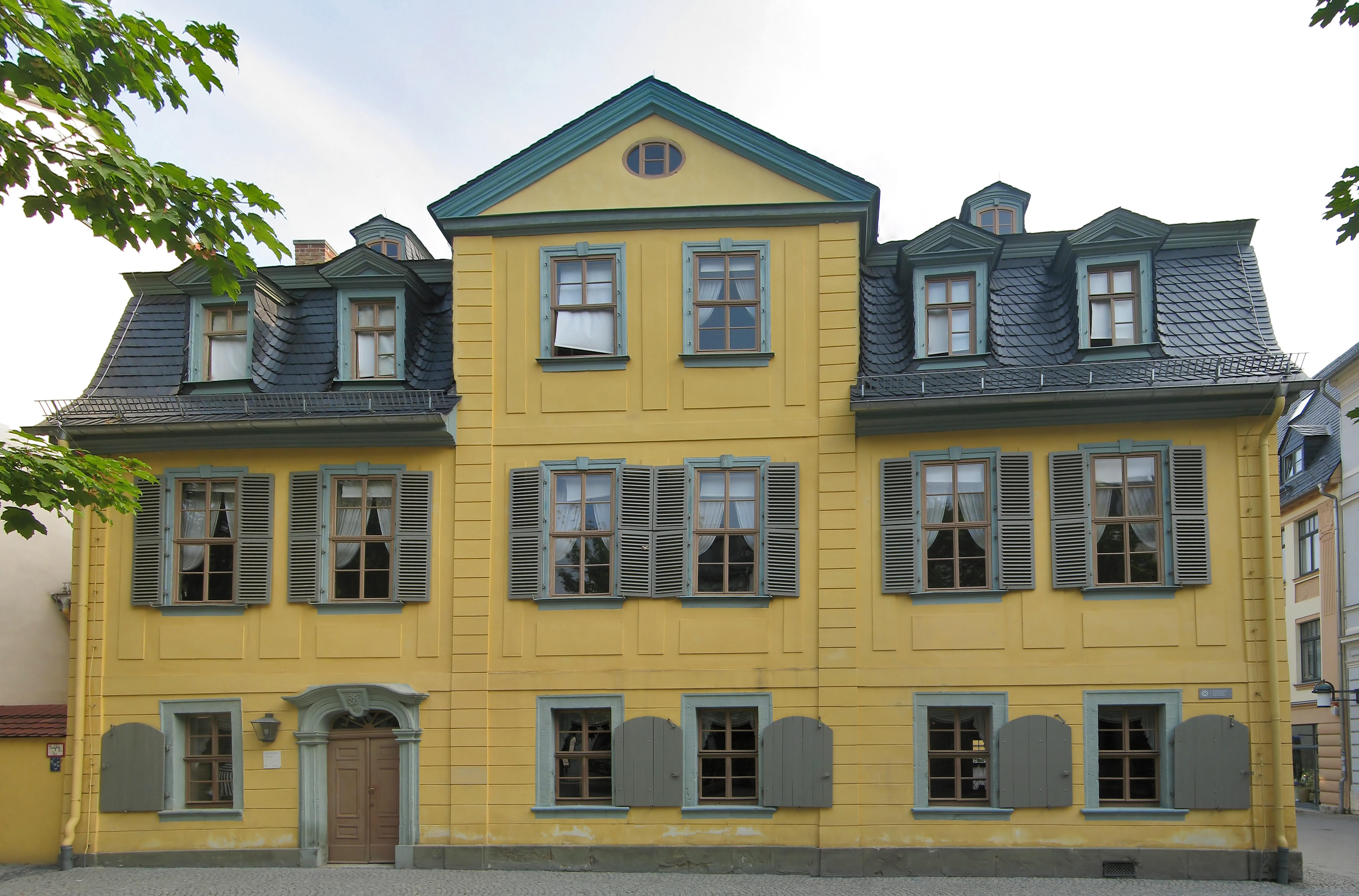
Casa de Schiller.

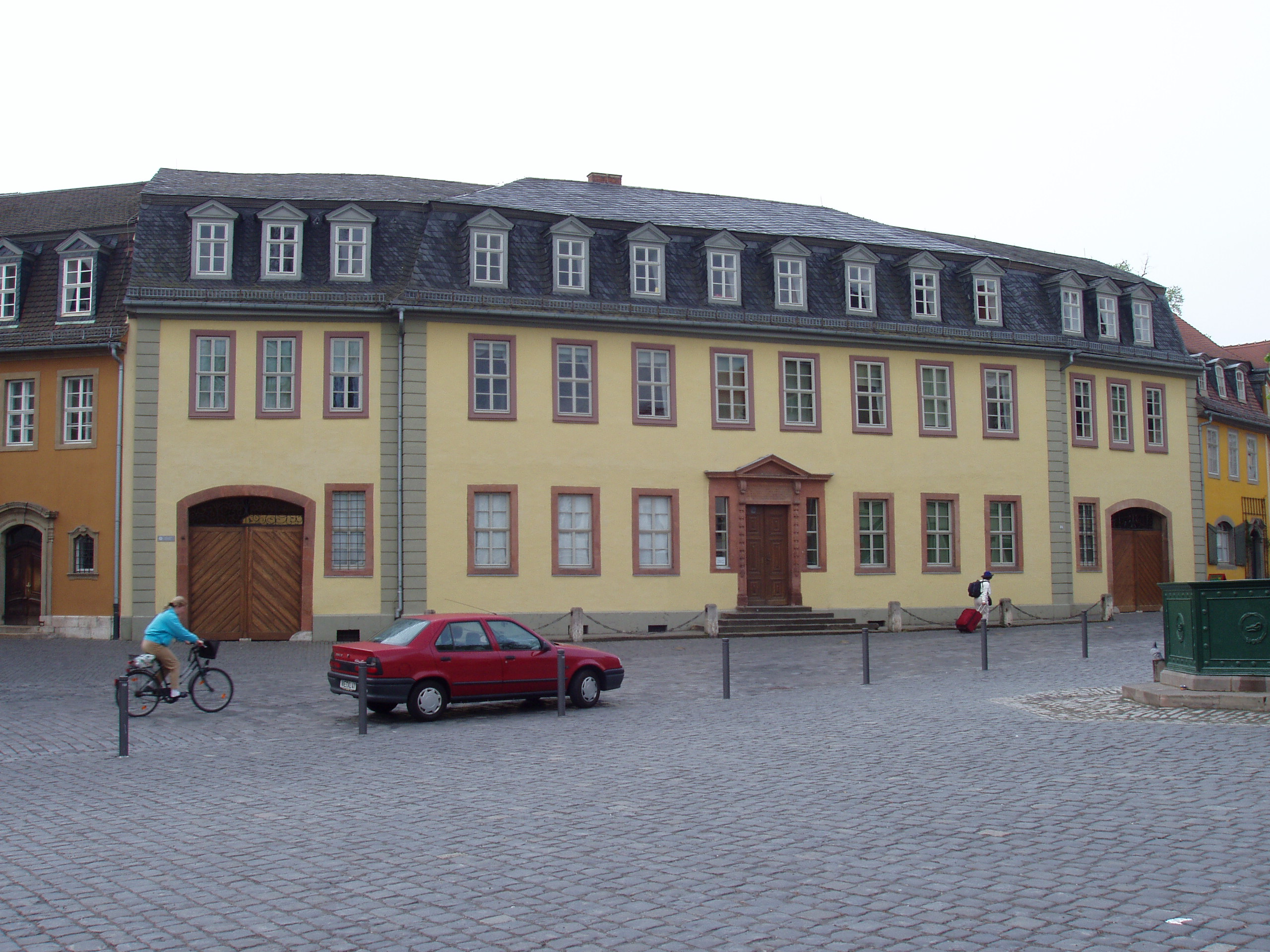
Casa de Goethe.

En la lista de lugares de interés no puede faltar el "Hotel Elephant", que abrió sus puertas en 1696 y en el que se han hospedado gigantes de la cultura y el arte por más de tres siglos. Thomas Mann inmortalizó el hotel en su novela Lotte en Weimar.

## Economía y turismo
El 87,7% de la población económicamente activa trabaja en el sector de servicios, mientras que el 11,2% trabaja en la manufactura. El mayor empleador de la ciudad es la compañía Bayer Weimar GmbH und Co. KG que es una subsidiaria de la gigante empresa químico-farmacéutica Bayer. La ciudad tiene una planta embotelladora de Coca-Cola.
Gracias a su rica historia y su multitud de monumentos culturales, galerías y museos, Weimar es el más importante destino turístico de toda Turingia. En 2012 se registraron 349.105 visitantes, que pernoctaron en la ciudad un promedio de 1,9 días. En total hay doce hoteles y 33 casas de hospedaje.